# Kielsburg
Kielsburg, oder damals Osterhusumfeld, ist eine kleine Ortschaft, die zu der Stormstadt Husum gehört.
In Kielsburg befindet sich eine Gaststätte, in der der Kielsburger Ringreiterverein seit 1927 und der Kielsburger Schützenverein seit 1973 ihre Feste feiern. Einige Meter weiter befindet sich ein Autohaus. Zur anderen Richtung befinden sich die Messehalle Husum und das Nordsee-Congress-Centrum (NCC). Solange in der Messehalle nicht gerade eine Eislaufbahn, die Windmesse oder die Traktorado stattfindet, ist jeden zweiten Sonntag ein Hallenflohmarkt.
Kielsburg bestand damals fast hauptsächlich aus Feldern und Landwirtschaft. Heute sind nur noch ein landwirtschaftlicher Betrieb und zwei Reithöfe bekannt. Die damaligen Felder sind nun von einem Industriegebiet überbaut. Die restlichen Felder sind unter Besitz des Golfclubs Husum und dreier Familien.